# Ferrovia Saronno-Seregno
La ferrovia Saronno-Seregno è una linea ferroviaria di proprietà regionale che collega Saronno a Seregno.

## Storia
La linea fu costruita dalla Società Anonima per la Ferrovia Novara-Seregno (FNS) e aperta al traffico il 31 dicembre 1887. Nelle intenzioni, doveva costituire, con le linee Saronno-Novara e Seregno-Bergamo, un itinerario da est ad ovest concepito per evitare ai convogli merci l'attraversamento del nodo di Milano.
Nel 1890, l'esercizio della linea fu subconcesso dalle FNS alle Ferrovie Nord Milano, le quali assunsero la concessione diretta della stessa nel 1943 con la fusione per incorporazione della prima nella seconda delle due società.
La linea fu l'ultima del gruppo FNM ad essere elettrificata, nel 1955-56 (se si esclude la Ferrovia della Valmorea, che non fu mai dotata di trazione elettrica).
Dopo solo due anni dalla sua elettrificazione, il 31 agosto 1958, venne chiusa al traffico viaggiatori, con i treni che vennero sostituiti da autocorse, ed adibita solamente al traffico merci; l'elettrificazione fu abbandonata nel 1977.

### La ricostruzione

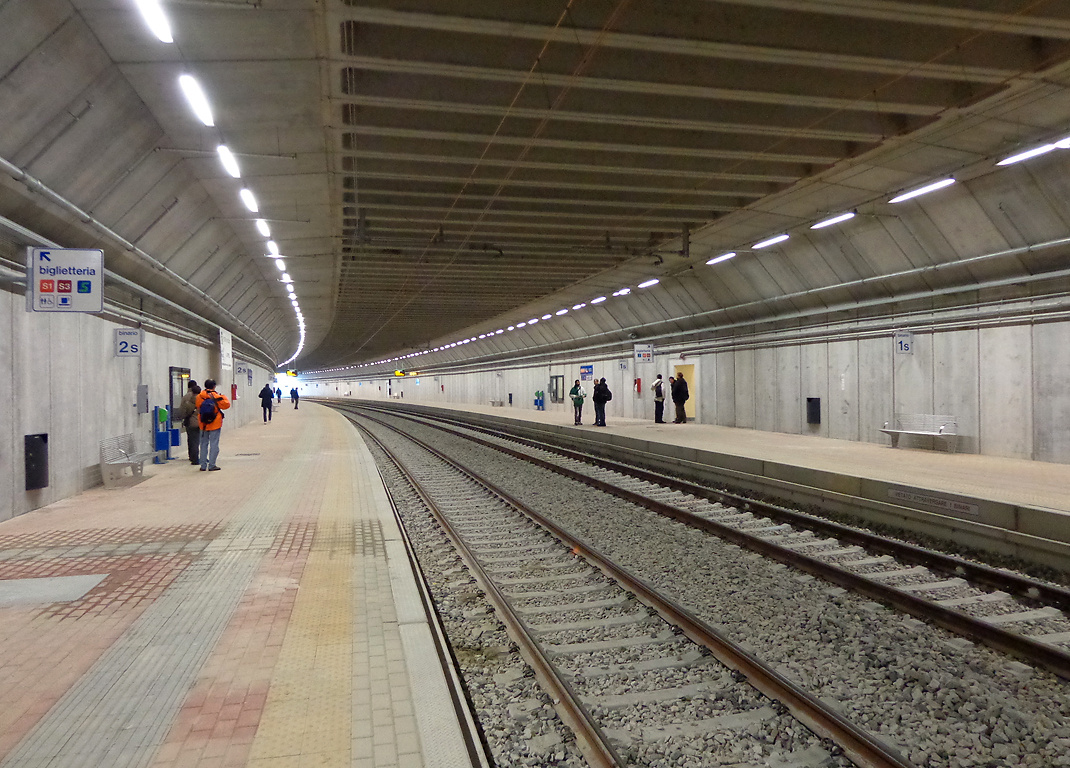
Il piazzale sotterraneo della stazione di Saronno Sud aperto nel 2012.

A partire dal mese di gennaio 2010 iniziarono i lavori di ricostruzione della linea al fine di ripristinare il trasporto passeggeri. I lavori compresero il ripristino dell'elettrificazione, il raddoppio del binario sulla tratta Saronno-Groane, la realizzazione della variante in trincea Saronno-Saronno Sud e la costruzione di:
- cinque nuove fermate, denominate Saronno Sud NS, Ceriano Laghetto-Groane, Cesano Maderno-Groane, Cesano Maderno NS e Seveso-Baruccana[6];
- una stazione intermedia, denominata Ceriano Laghetto-Solaro, ottenuta dalla ristrutturazione della vecchia stazione di Ceriano Laghetto[6];
- una stazione che non effettua servizio viaggiatori (Posto di Movimento Groane)[6].

Nell'impianto di Groane venne realizzato un binario di precedenza della lunghezza di 300 metri, in modo da poter servire, in futuro, anche i raccordi industriali di Groane. L'impianto di Groane funge anche da località passaggio tra il doppio e il semplice binario.
I lavori furono affidati da Ferrovienord all'ATI Cogel/Armafer, mentre il loro costo totale previsto fu pari a 75,5 milioni. La conclusione della parte dei lavori necessari all'avvio dell'esercizio ferroviario avvenne nel novembre 2012 e l'apertura della linea al servizio passeggeri è avvenuta il 9 dicembre dello stesso anno. Nel 2013 vennero completate le opere ausiliarie come il Sistema di Controllo della Marcia del Treno. Come stabilito dall'atto integrativo all'accordo di programma quadro per il potenziamento del Servizio Ferroviario Regionale, dal momento della sua riapertura la Saronno-Seregno è impiegata dalla linea S9 del servizio ferroviario suburbano di Milano, che fino a quel momento effettuava capolinea a Seregno.
È in corso il progetto di fattibilità relativo al raddoppio della tratta P.M. Groane-Seregno.

## Caratteristiche
La linea, in carico al gestore dell'infrastruttura Ferrovienord, è una ferrovia a doppio binario da Saronno al P.M. Groane e a binario semplice dal P.M. Groane a Seregno. Lo scartamento adottato è quello ordinario da 1435 mm. La linea è armata con binari UNI 60.
La linea è elettrificata alla tensione di 3000 volt in corrente continua. La linea aerea di contatto, che era stata disattivata nel 1977 e smantellata alla fine degli anni '80, è stata ricostruita a partire dal 2010 e riattivata il 31 ottobre 2012.

### Sicurezza
La ferrovia è priva di passaggi a livello nel tratto fra Saronno e P.M. Groane.
La ripetizione dei segnali a bordo macchina è attiva nel tratto da Saronno a P.M. Groane.

### Regime di circolazione
La linea è in regime di:
- blocco elettrico automatico nella tratta Saronno - Groane;
- blocco elettrico conta-assi nella tratta Groane - Seregno[12].

### Sistema di esercizio
Il regime di esercizio in vigore in tutta la tratta è la dirigenza centrale operativa; il DCO ha sede a Saronno.

### Ranghi di velocità
I limiti di velocità sono i seguenti:
- da Saronno, un primo tratto ha un limite di 60 km/h fino al termine dell'interramento, in seguito esso sale a 120 km/h fino al P.M. Groane, termine del doppio binario[12];
- dal P.M. Groane e fino a Seregno il limite è di 100 km/h, con limitazione a 90 km/h nell'attraversamento di Ceriano Laghetto e a 30 km/h in ingresso a Seregno[12].

## Percorso
| Continuation backward |

|  | Unknown route-map component "d" | Unknown route-map component "d" + Straight track | Unknown route-map component "SPLe+l" | Unknown route-map component "vCONTfq" |

| Unknown route-map component "d" | Unknown route-map component "vBHF" |

| 21+167 |
| 21+167 |

| Unknown route-map component "vSHI4+l-" | Unknown route-map component "evSTR" + Unknown route-map component "vSHI4r-" | Unknown route-map component "d" |

| Small bridge over water + Unknown route-map component "STRc2" | Transverse water + Unknown route-map component "lMKRZq3+1u" + Unknown route-map component "STR3+1h" + Unknown route-map component "lMKRZvo" + Unknown route-map component "exSTR" | Transverse water + Unknown route-map component "SHI4c4" |

| Unknown route-map component "dSTRc2" | Unknown route-map component "KRZ3+1u" + Unknown route-map component "lHST" | Unknown route-map component "xSTR+c4" | Unknown route-map component "d" |  |

| Unknown route-map component "dCONT1-" | Unknown route-map component "KRWl" + Unknown route-map component "STRc4" | Unknown route-map component "xKRWg+r" | Unknown route-map component "d" |  |

| Station on track |

| Small bridge over water |

| Unknown route-map component "exKINTaq" | Unknown route-map component "eABZgr" |  |

| Unknown route-map component "exKRW+l" | Unknown route-map component "eKRWgr" |  |

| Unknown route-map component "exSTR" | Stop on track |  |

| Unknown route-map component "exINT" | Unknown route-map component "eABZgl+l" | Unknown route-map component "exKINTeq" |

| Unknown route-map component "exKRWl" | Unknown route-map component "eKRWg+r" |  |

| Small bridge over water |

|  | Unknown route-map component "exSPLe+l" + Straight track | Unknown route-map component "exvKSTReq" + Unknown route-map component "exlvINTq" |

| Non-passenger station/depot on track |

|  | Unknown route-map component "ABZgl" | Unknown route-map component "KINTeq" |

| Stop on track |

| Small bridge over water |

| Unknown route-map component "CONT2" | Unknown route-map component "STR+c3" |  |

| Unknown route-map component "STRc1" | Unknown route-map component "KRZ2+4o" + Unknown route-map component "lHST" | Unknown route-map component "STRc3" |

|  | Unknown route-map component "STR+c1" | Unknown route-map component "CONT4" |

| Unknown route-map component "hKRZWae" |

| Small bridge over water |

| Unknown route-map component "eBHF" |

| Stop on track |

| Unknown route-map component "eHST" |

| Unknown route-map component "exKINTaq" | Unknown route-map component "ABZgxr+l" | Unknown route-map component "CONTfq" |

| Station on track |

| Unknown route-map component "CONTgq" | Unknown route-map component "ABZgr" |  |

| Continuation forward |

La linea ferroviaria, dopo il capolinea orientale di Seregno, attraversa le campagne della bassa Brianza per avvicinarsi al saronnese.

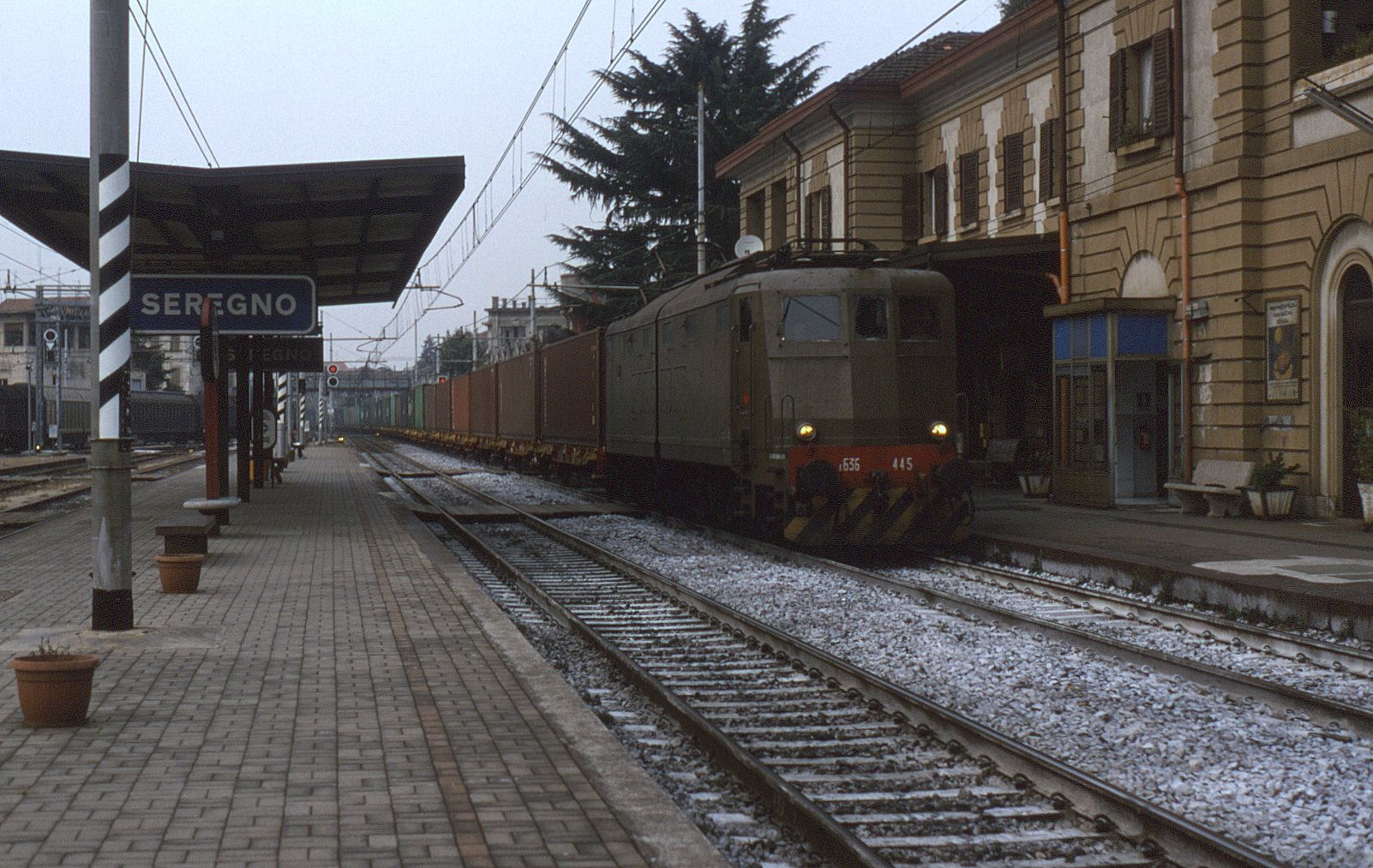
La stazione di Seregno nel 1997

Dopo Seregno si trovano la ex stazione di Baruccana, la fermata di Seveso-Baruccana, la ex stazione di Cesano Maderno NS e la nuova stazione di Cesano Maderno, in cui si sovrappassa la linea Milano–Asso. Procedendo verso Saronno si giunge quindi alla fermata di Cesano Maderno Groane, alla stazione di Groane, ora posto di movimento, dove avviene il passaggio dal singolo al doppio binario con una deviata da 100 km/h e nelle cui vicinanze erano presenti anche diversi raccordi per i locali stabilimenti delle industrie SNIA, BASF e Bossi, che dopo la ricostruzione non sono stati riallacciati alla linea, mentre il raccordo Zanussi è tuttora allacciato alla linea ma in stato di abbandono. Dopo Groane, proseguendo lungo il tracciato storico, si trovano Ceriano Laghetto-Parco delle Groane e Ceriano Laghetto-Solaro, dove si diramava il raccordo con l'azienda Giannetti, anch'esso smantellato, quindi, sul tracciato in variante, si incontra il piazzale sotterraneo di Saronno Sud, che Ferrovienord, nell'ambito della propria letteratura, definisce Saronno Sud NS per distinguerlo dal piazzale di superficie, posto sulla Milano-Saronno.
In origine la linea attraversava un'area densamente popolata della città di Saronno, quindi sovrappassava la ferrovia Milano-Saronno grazie ad un ponte in ferro prima di arrivare nella stazione di Saronno. Dopo la ricostruzione, da Saronno Sud il nuovo tracciato procede in parallelo alla ferrovia da Milano fino alla stazione di Saronno. Saronno Sud diventa quindi nodo di interscambio con le linee suburbane S1 ed S3, mentre Saronno rimane punto di interscambio con le linee Ferrovienord per Varese e Laveno e per Como.

## Traffico
Fino al 2012 la linea è stata impiegata unicamente dall'unico servizio merci regolare della rete FNM, che interessava le industrie della zona di Cesano Maderno e veniva effettuato con treni dotati di locomotive D.752; a partire dal 2012 la tratta è invece utilizzata da un unico servizio passeggeri, quello della linea S9 del servizio ferroviario suburbano di Milano, che collega Saronno con Albairate-Vermezzo, a frequenza semioraria.